# Impressions d'Afrique (Dalí)
Impressions d'Afrique est un tableau réalisé par le peintre espagnol Salvador Dalí en 1938. Cette huile sur toile est un autoportrait surréaliste dont le titre est emprunté aux Impressions d'Afrique de Raymond Roussel. Elle est conservée au musée Boijmans Van Beuningen, à Rotterdam.